# Willa Mariana Piotrowskiego
Willa Mariana Piotrowskiego – modernistyczna willa w Gdyni. Mieści się w dzielnicy Kamienna Góra przy ul. Sieroszewskiego (numer 1a).

## Informacje ogólne
Obiekt zbudowano w 1938 roku. Autorami projektu są Zbigniew Kupiec i Tadeusz Kossak. Należał do Mariana Piotrowskiego, w czasie II wojny światowej adiutanta generała Władysława Sikorskiego. Pod koniec lat 30. XX w. budynek zamieszkiwał jej projektant – Zbigniew Kupiec. 
W 1983 willę wpisano do rejestru zabytków województwa pomorskiego.

## Charakterystyka
Funkcjonalistyczny budynek charakteryzujący się rozrzeźbioną bryłą oraz kontrastami elewacji wynikającymi z zastosowania różnorodnych faktur i materiałów. Wyróżnia się zastosowaniem okrągłych okien, tzw. bulajów oraz okien narożnych osadzonych w załamaniu ściany.